# Caragana halodendron
Caragana halodendron (Pall.) Dum.Cours. è una pianta della famiglia delle Leguminose (o Fabaceae).

## Descrizione
Sono arbusti che raggiungono i 2 m di altezza nelle anzidette migliori condizioni ambientali e pedologiche (e altrimenti in paesi a clima piovoso e temperato non più alti di 1 m), con portamento aperto e patente dei rami divergenti e spinosi.

## Distribuzione e habitat
Cresce esclusivamente nella regione del Turkestan, nelle steppe saline di quel territorio dell'Asia centrale che sta fra la Transcaucasia e la regione dei monti Altaj, notoriamente caratterizzata da uno stato di persistente aridità.